# Octodon lunatus
Octodon lunatus é um gênero de roedor da família Octodontidae. Endêmico do Chile, pode ser encontrado nas regiões montanhosas costeira entre as latitudes de 31°30' e 35°S nas províncias de Valparaiso, Aconcagua e Coquimbo.